# Herb Łasina
Herb Łasina – jeden z symboli miasta Łasin i gminy Łasin w postaci herbu określony w uchwale Nr XXX/195/98 rady miejskiej z 27 stycznia 1998.

## Wygląd i symbolika
Herbem miasta jest ścięta głowa św. Jana Chrzciciela umieszczona na kielichu, położona w polu między dwoma drzewkami o dębowych liściach, znajdująca się na czerwonej tarczy herbowej.